# The Secrets We Keep
Pour plus de détails, voir Fiche technique et Distribution.
The Secrets We Keep ou Nos secrets bien gardés au Québec est un thriller dramatique américain réalisé par Yuval Adler et sorti en 2020.

## Synopsis
Après la fin de la Seconde Guerre mondiale, Maja, une femme Rom, tente de se reconstruire dans la banlieue de La Nouvelle-Orléans avec son mari et leur fils. Elle va kidnapper un voisin avec l'intention de se venger d'un crime de guerre odieux qu'il aurait perpétré sur elle et sur ses parents.

## Fiche technique
- Titre original : The Secrets We Keep
- Titre québécois : Nos secrets bien gardés
- Réalisation : Yuval Adler
- Scénario : Ryan Covington
- Direction artistique : Brendan Turrill
- Décors : Nate Jones
- Costumes : Christina Flannery
- Montage : Richard Mettler
- Producteurs : Lorenzo di Bonaventura, Stuart Ford, Erik Howsam, Adam Riback et Greg Shapiro
  - Producteurs exécutifs : Greg Clark, Marco Henry, Victoria Hill et Andrea Scarso
- Société de production : AGC Studios, Fibronacci Films, Image Nation Abu Dhabi, dB Pictures et Echo Lake Entertainment
- Société de distribution : Bleecker Street (États-Unis), Elevation Pictures (Canada)
- Pays d'origine :  États-Unis
- Langue originale : anglais
- Format : couleur
- Genre : thriller, drame
- Durée : 97 minutes
- Dates de sortie : 
  - États-Unis : 
    - 4 septembre 2020 (sortie limitée)
    - 16 octobre 2020 (en VOD)

## Distribution
- Noomi Rapace (VF : Julie Dumas ; VQ : Mélanie Laberge) : Maja Reid
- Joel Kinnaman (VF : Sacha Petronijevic ; VQ : Frédérik Zacharek) : Thomas Steinman
- Chris Messina (VF : Julien Sibre ; VQ : Antoine Durand) : Lewis Reid
- Amy Seimetz (VF : Christèle Billault ; VQ : Éveline Gélinas) : Rachel Steinman
- Jackson Dean Vincent (VF : Aurore Saint-Martin) : Patrick Reid
- Madison Paige Jones : Annabel Steinman
- Jeff Pope (en) : Jim White
- David Maldonado (VF : Jean-François Aupied) : l'officier Brouwer
- Victoria Hill (en) : Claire
- Ed Amatrudo (en) : Dr Sonnderquist

 Source et légende : version française (VF) sur RS Doublage et version québécoise (VQ) sur Doublage Québec.